# Mučenici španjolskog građanskog rata
Mučenici španjolskog građanskog rata naziv je za više od 6800 katoličkih svećenika i vjernika laika koje su mučili i pogubili pripadnici Internacionalnih brigada i španjolski anarhokomunisti zbog njihove pripadnosti katoličkoj vjeri za vrijeme Španjolskog crvenog terora.
Sveukupno je za Crvenog terora ubijeno 13 biskupa, 4172 svećenika, 2364 redovnika i 283 časne sestre, odnosno 6832 pripadnika Katoličke Crkve. Do sada je blaženima proglašeno 1 815 mučenika, a 11 ih je kanonizirano.
Poznati mučenici Španjolskog građanskog rata
- 522 španjolska mučenika, beatificirao ih je papa Franjo
- 498 španjolskih mučenika, beatificirao ih je papa Benedikt XVI.
- 233 španjolska mučenika, beatificirao ih je papa Ivan Pavao II.

## Vanjske poveznice
- (engl.) newsaints.faitweb.com "Mučenici vjerskih progona tijekom Španjolskog građanskog rata (1934., 1936. – 39.)" - popis mučenika, 60 str.